# Ukendt Kunstner
Ukendt Kunstner er en dansk musikduo fra København bestående af rapperen/sangeren Hans Philip og produceren Jens Ole Wowk McCoy.

## Karriere
Tidligere gik Hans Phillip under navnet Skørmand. Efter at have udgivet de to EP'er Hælervarer, Side A, samt Hælervarer, Side B i 2012, slog de for alvor igennem med det anmelderroste debutalbum Neonlys, der blev udgivet i 2013, hvor titelsangen af samme navn blev et stort hit.
De blev i 2013 nomineret som "Årets Danske Urbanudgivelse" til Danish Music Awards. 
Ukendt Kunstner blev i 2014 nomineret til P3 Guld for "P3 talentet" og "P3 lytterhittet" - og løb med sejren for "P3 Talentet". De vandt prisen som "Årets danske gruppe" under Danish Music Awards 2014.
Deres andet album Forbandede Ungdom blev udgivet i maj 2014 med sangen "Alting/Ingenting", som deres første single og "Gennem Byen" som deres største hit
Sangen "Alting/Ingenting" blev P3's Ugens Uundgåelige i marts 2014.
Deres tredje album Den Anden Side blev udgivet i februar 2016.
Albummet Den Anden Side vandt prisen "Årets danske urbanudgivelse" under Danish Music Awards 2016.
I december 2016, fortalte bandet på deres Facebook-side, at de vil gå fra hinanden på ubestemt tid, da de begge følte sig "udbrændte". Dokumentarserien "Vi var Ukendt Kunstner" blev desuden vist på DR3.
I maj 2023 lagde bandet uanmeldt et opslag op på deres Facebook-side med et link til deres nye album, med titlen Dansktop.

## Diskografi

### Album
| Titel             | Albumdetaljer                                                                               | Højeste placering | Certificering |
| Titel             | Albumdetaljer                                                                               | Danmark           | Certificering |
| ----------------- | ------------------------------------------------------------------------------------------- | ----------------- | ------------- |
| Neonlys           | - Udgivet: 8. april 2013 - Selskab: Selvudgivet - Format: Download                          | 14                | - 3× Platin   |
| Forbandede Ungdom | - Udgivet: 12. maj 2014 - Selskab: Forbandet Ungdom, No3, Sony Music - Format: Download     | 2                 | - 4× Platin   |
| Den Anden Side    | - Udgivet: 29. februar 2016 - Selskab: Forbandet Ungdom, No3, Sony Music - Format: Download | 3                 | - 3× Platin   |
| Dansktop          | - Udgivet: 12. maj 2023 - Selskab: FortyFive - Format: LP, download                         | 1                 | - Platin      |

### EP'er
- Hælervarer, Side A (2012)
- Hælervarer, Side B (2012)

### Singler
| År                                                               | Titel                         | Højeste placering | Certificering        | Album              |
| År                                                               | Titel                         | Download          | Certificering        | Album              |
| ---------------------------------------------------------------- | ----------------------------- | ----------------- | -------------------- | ------------------ |
| 2012                                                             | "København" (featuring Murro) | —                 |                      | Hælervarer, Side A |
| 2013                                                             | "Neonlys"                     | 22                | - Platin (streaming) | Neonlys            |
| 2013                                                             | "Fucking nummer"              | —                 | - Guld               | Neonlys            |
| 2014                                                             | "Alting / ingenting"          | 14                | - Guld               | Forbandede ungdom  |
| 2014                                                             | "Gennem byen"                 | —                 |                      | Forbandede ungdom  |
| 2015                                                             | "Hellar"                      | —                 |                      |                    |
| 2016                                                             | "Ingen hører"                 | —                 |                      | Den anden side     |
| 2016                                                             | "Overleve"                    | —                 |                      | Den anden side     |
| 2016                                                             | "Lige nu" (featuring Sivas)   | 35                |                      | Den anden side     |
| "—" markerer en udgivelse der ikke opnåede en hitlisteplacering. |                               |                   |                      |                    |

## Priser
- P3 Guld 2014 (P3 Talentet)[17]
- Danish Music Awards 2014 (Årets danske gruppe)[18]
- P3 Guld 2015 (P3-prisen)[19]
- Danish Music Awards 2016 (Årets urbanudgivelse)[20]